# Dan (stupeň)

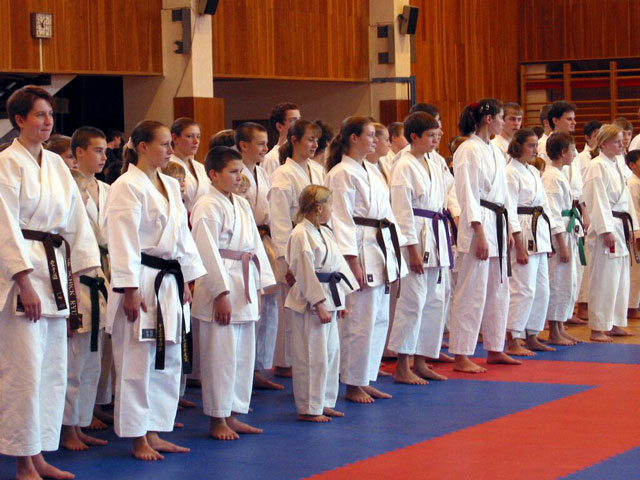
Různé technické stupně (kjú a dan) jsou od sebe odlišeny různými barvami pásků

Výraz dan (段) označuje mistrovský technický stupeň v tradičních japonských bojových uměních. Systém byl původně vymyšlen v japonské škole Go v období Edo, v bojových sportech zavedl systém označování technických stupňů, v němž jsou samozřejmě zařazeny i žákovské stupně zvané kjú (級) (v Japonsku) a Kup (v Koreji), japonský profesor Džigoró Kanó (angl. trans. Jigoro Kano) v roce 1882 v souvislosti se založením juda. Tento systém později zdomácněl i v dalších východoasijských zemích, mj. v Koreji a v Číně.
Znak 段 pro dan znamená v překladu třída, úroveň či stupeň.
V dnešní době nosí držitelé technických stupňů v bojových uměních černé pásky. Technické stupně dan se udělují také v deskových hrách, jako jsou Go a Renju, v japonském umění aranžování květin ikebana.

## Technické stupně v japonštině
Mnohá umění používají převážně desetistupňovou soustavu:
1. šodan (初段:しょだん): první dan
2. nidan (二段:にだん): druhý dan
3. sandan (三段:さんだん): třetí dan
4. jondan (四段:よだん): čtvrtý dan
5. godan (五段:ごだん): pátý dan
6. rokudan (六段:ろくだん): šestý dan
7. nanadan (七段:ななだん): sedmý dan (málokdy též šičidan)
8. hačidan (八段:はちだん): osmý dan
9. kudan (九段:くだん): devátý dan
10. džúdan (十段:じゅうだん): desátý dan

## Technické stupně v korejštině
Většina korejských bojových umění má devět nebo deset technických stupňů. Pro jejich označení se používají sinokorejské číslovky:
1. il dan (일단): první dan
2. i dan (이단): druhý dan
3. sam dan (삼단): třetí dan
4. sa dan (사단): čtvrtý dan
5. o dan (오단): pátý dan
6. juk dan (육단): šestý dan
7. čchil dan (칠단): sedmý dan
8. pchal dan (팔단): osmý dan
9. ku dan (구단): devátý dan
10. šip dan (십단): desátý dan